# بخش بلانچارد (شهرستان هاردین، اوهایو)
بخش بلانچارد (به انگلیسی: Blanchard Township) یک منطقهٔ مسکونی در ایالات متحده آمریکا است که در شهرستان هاردین، اوهایو واقع شده‌است.
 بخش بلانچارد ۶۲٫۳۵ کیلومتر مربع مساحت و ۱٬۵۳۳ نفر جمعیت دارد و ۲۷۸ متر بالاتر از سطح دریا واقع شده‌است.